# Miguel Núñez Borreguero
Miguel Núñez Borreguero (Siruela, provincia de Badajoz, España, 4 de junio de 1987) es un futbolista español. Juega de centrocampista aunque también puede desempeñar su labor como medio defensivo. Actualmente juega en el C. D. Extremadura del grupo XIV la Tercera Federación.

## Trayectoria
Se formó en las categorías inferiores del Club Deportivo Talarrubias, después pasó al Flecha Negra de Badajoz de donde fue fichado por el Valencia, jugando tres temporadas en los filiales a las órdenes de Luis Milla, desde allí pasó al Albacete.
Después de varios años en los equipos filiales del Albacete Balompié debutó en la vigesimosegunda jornada de liga jugando los últimos minutos en el partido contra el Rayo Vallecano. El debut no pudo ser mejor para el canterano Albaceteño ya que marcó su primer gol en ese partido con un cañonazo desde fuera del área que supuso el empate a 2. Desde ese momento el jugador se ganó la titularidad en el primer equipo y fue considerado como el mejor jugador de la segunda vuelta de la plantilla. También cabe destacar que fue uno de los jugadores que más contribuyeron en la salvación del equipo blanco en esa misma temporada (2009/10).
En la temporada 2010-11, firma su primer contrato como profesional con el Albacete Balompié heredando el dorsal 14 de Salva Ballesta.
En julio de 2016, tras seis temporadas en el Albacete Balompié, rescinde su contrato y firma por una temporada por la S.D. Ponferradina.
En la temporada 2017-18, firma por el Real Club Deportivo Mallorca de la Segunda División B de España, con el que logra el ascenso de categoría.
En la temporada 2018-19, firma por la Unión Deportiva Ibiza de la Segunda División B de España, en la que permanece durante dos temporadas.
En la temporada 2020-21, firma por el Club de Fútbol Badalona de la Segunda División B de España.
En la misma temporada, en el mercado invernal, se compromete con el Club Deportivo Badajoz de la Primera División RFEF.
El 12 de julio de 2022, firma por el Club Deportivo Eldense de la Primera División RFEF con el que lograría más tarde el ascenso a la Segunda División jugando 39 partidos en la temporada.
Tras el ascenso el equipo alicantino no contaría con él para la temporada 2023-24 por lo que abandonaría la entidad volviendo el 24 de agosto de 2023 al Club Deportivo Badajoz, recién descendido a la Segunda Federación.En abril de 2024, tras la llegada de una nueva directiva al equipo pacense, Miguel Núñez sería despedido junto a Carlos Cinta, quedando libre.
El 4 de junio de 2024 el C. D. Extremadura de la Tercera Federación anunciaría la llegada del jugador extremeño.

## Clubes
| Club                         | País   | Año       |
| ---------------------------- | ------ | --------- |
| Talarrubias                  | España | 2005-2007 |
| Villanovense                 | España | 2007-2008 |
| Albacete "B"                 | España | 2008-2010 |
| Albacete Balompié            | España | 2010-2016 |
| S.D. Ponferradina            | España | 2016-2017 |
| Real Club Deportivo Mallorca | España | 2017-2018 |
| Unión Deportiva Ibiza        | España | 2018-2020 |
| Club de Fútbol Badalona      | España | 2020-2021 |
| Club Deportivo Badajoz       | España | 2021-2022 |
| Club Deportivo Eldense       | España | 2022-2023 |
| Club Deportivo Badajoz       | España | 2023-2024 |
| C. D. Extremadura            | España | 2024-act. |

## Palmarés

### Títulos nacionales
| Título             | Club              | Año  |
| ------------------ | ----------------- | ---- |
| Segunda División B | Albacete Balompié | 2014 |
| Segunda División B | R. C. D. Mallorca | 2018 |
| Segunda División B | C. D. Badajoz     | 2021 |
| Copa Federación    | C. D. Extremadura | 2024 |
| Tercera Federación | C. D. Extremadura | 2025 |